# Otto von Steinfurt
Otto von Steinfurt (* im 13. Jahrhundert; † vor 1284) war Domherr in Münster.

## Leben
Otto von Steinfurt war der Sohn des Edelherrn Ludolf von Steinfurt und dessen Gemahlin Elisabeth von Bentheim, Tochter des Grafen Balduin von Bentheim und seiner Frau Jutta von Rietberg.
Seine Brüder Ludolf und Balduin finden im Juni 1270 zusammen mit ihm urkundliche Erwähnung. 1277 war Otto Domherr zu Münster und am 11. Februar 1279 Beauftragter des Domkapitels. Die Quellenlage gibt über seinen weiteren Lebensweg keinen Aufschluss.